# Crosbycus goodnighti
Espèce
Crosbycus goodnighti est une espèce d'opilions dyspnois de la famille des Taracidae.

## Distribution
Cette espèce est endémique de Virginie aux États-Unis. Elle se rencontre dans la grotte Fountain Cave.

## Description
Le mâle holotype mesure 2,5 mm.

## Systématique et taxinomie
Cette espèce a été décrite par Roewer en 1951. La validité de cette espèce est remise en cause par Gruber et Martens en 1968.

## Étymologie
Cette espèce est nommée en l'honneur de Clarence James Goodnight et Marie Louise Goodnight.

## Publication originale
- Roewer, 1951 : « Über Nemastomatiden. Weitere Weberknechte XVI. » Senckenbergiana, vol. 32, p. 95–153.